# Affaire UNIOP-INUSOP
L'affaire UNIOP-INUSOP est un scandale de corruption belge qui éclate dans la première moitié des années 1990, dans lequel des politiciens du PS financent leur parti par le biais de missions d'études surpayées. L'affaire débouche à la condamnation de l'ancien ministre de la Défense Guy Coëme. L'affaire porte le nom de l'institut de sondage UNIOP-INUSOP (University Institute for Opinion Polls, en français INUSOP: Institut Universitaire de Sondage d'Opinion) qui a des liens étroits avec l' Université libre de Bruxelles (ULB) et la Vrije Universiteit Brussel (VUB) .

## Histoire
L'affaire débute par une affaire de détournement de fonds et de contrefaçon dont le principal suspect est Camille Javeau, directeur de l'INUSOP au profit de ses activités privées. En 1989, il est licencié. Lorsque le tribunal ouvre une enquête sur ces faits, le directeur limogé déclare que dans les années 1980, les cabinets des ministres du PS ont commandé des études à l'INUSOP et les payaient trop cher, pour ensuite récupérer une partie de l'argent du gouvernement dans les liquidités du parti. Cette déclaration est suivie de l'arrestation et de l'interrogatoire du chef de cabinet du ministre du Commerce extérieur Robert Urbain et de la directrice générale Nicole Delruelle-Vosswinkel de l'INUSOP.
L'enquête n'est achevée qu'en 1994, lorsqu'un quatrième suspect est arrêté et interrogé, à savoir l'ancien secrétaire de cabinet de Philippe Moureaux .
En juillet 1994, le tribunal demande au Sénat belge de lever l' immunité des sénateurs Guy Spitaels et Hervé Hasquin, et demande également à la Chambre des représentants de lever l'immunité de l'ancien ministre Philippe Moureaux, du vice-premier ministre Willy Claes et de l'ancien ministre Guy Coëme en saisissant la Cour de cassation, alors compétente pour les affaires pénales des ministres en exercice. En fin de compte, la Chambre des représentants n'a renvoyé que Coëme devant la Cour.
Un procès contre un ministre devant la Cour de cassation n'avait pas eu lieu depuis 1865 (affaire du ministre de la Guerre Félix Chazal ).
Les autres politiciens socialistes et libéraux mentionnés dans l'affaire INUSOP n'ont jamais été inquiété en raison du délai de prescription des faits.

## Procès
Le procès devant la Cour de cassation débute en février 1996. Outre l'ancien ministre Guy Coëme, sept autres suspects ont été jugés:
- Les anciens membres du conseil d'administration de l'INUSOP Camille Javeau et Nicole Delruelle-Vosswinkel
- L'ex-directeur d'une agence de publicité Emmanuel Hollander
- L'administrateur général de la RTBF Jean-Louis Stalport
- L'ancien secrétaire général de la Communauté française et député PS au Parlement bruxellois Merry Hermanus
- Jean-Louis Mazy et Robert Willermain

Stalport, Hermanus, Mazy et Willermain travaillaient dans les cabinets des ministres Robert Urbain, Philippe Moureaux et Guy Coëme lorsque les délits ont été commis. La Cour condamne finalement les huit accusés. L'ancien ministre Coëme est condamné à deux ans de prison, à la privation de ses droits civils et politiques pendant cinq ans et à une amende de 60 000 BEF (environ 1 500 euros). Les sept autres suspects sont condamnés à des peines avec sursis allant de six mois à deux ans de prison et à des amendes de 1 560 à 30 000 BEF. Javeau, Delruelle-Vosswinkel et Hermanus ont également perdu leurs droits civils et politiques pendant cinq ans. 
Cependant, en juin 2000, la Cour européenne des droits de l'homme condamne l'Etat belge : les accusés dans l'affaire INUSOP n'ont pas bénéficié d'un procès équitable. Au moment des faits, la Constitution belge prévoyait en son article 103 que les ministres en exercice étaient mis en accusation par la Chambre et devaient être jugés par la Cour de cassation, les lois d'application (qui, selon la Constitution, doivent régler la procédure) ne furent jamais promulguées. Les accusés furent donc jugés selon une procédure élaborée par la Cour de Cassation qui, bien qu'elle fût confirmée par le Cour Constitutionnelle, ne figurait pas dans la loi. La CEDH en a déduit une violation de son article 6.1. Cependant, le verdict contre les condamnés de l'INUSOP ne fut pas entaché car la loi belge ne prévoit pas l'annulation des jugements par la Cour européenne. Toutefois, l'Etat belge est condamné à verser des indemnités aux condamnés.
Il est à noter que l'arrêt de la Cour européenne s'est avéré quelque peu différent lorsque les condamnés du scandale Agusta ont contesté leur condamnation par la Cour de Cassation. Cela s'explique par le fait que l'affaire concernait les mêmes personnes, ceux-ci ne pouvaient donc plus invoquer le manque de clarté et de prévisibilité de la procédure. 
La Constitution a depuis été amendée et les ministres suspectés d'avoir commis une infraction pendant leur mandat ou après celui-ci, à condition que les faits soit en lien avec l'exercice de leurs fonctions ministériels, sont jugés par la Cour d'appel et bénéficient de garanties procédurales afin de les prémunir contre des poursuites arbitraires. 